# Haltérophilie aux Jeux olympiques d'été de 2020 - Moins de 76 kg femmes
Navigation
Rio 2016 Paris 2024
L'épreuve des moins de 76 kg en haltérophilie des Jeux olympiques d'été de 2020 a lieu le 1er août 2020 au Tokyo International Forum de Tokyo.

## Médaillées
| Or            | Argent        | Bronze        |
| Neisi Dajomes | Katherine Nye | Aremi Fuentes |

## Records
Avant la compétition, les records du monde et olympiques sont les suivants.
| Record du monde  | Arraché     | Rim Jong-sim | 124 kg | Pattaya, Thaïlande | 24 septembre 2019 |
| Record du monde  | Épaulé-jeté | Zhang Wangli | 156 kg | Fuzhou, Chine      | 26 février 2019   |
| Record du monde  | Total       | Rim Jong-sim | 278 kg | Ningbo, Chine      | 26 avril 2019     |
| Record olympique | Arraché     | –            | –      | –                  | –                 |
| Record olympique | Épaulé-jeté | –            | –      | –                  | –                 |
| Record olympique | Total       | –            | –      | –                  | –                 |

## Résultats
| Rang                                | Athlète                | Nation          | Groupe | Poids de l’athlète | Arraché (kg) | Arraché (kg) | Arraché (kg) | Arraché (kg) | Épaulé-jeté (kg) | Épaulé-jeté (kg) | Épaulé-jeté (kg) | Épaulé-jeté (kg) | Total |
| Rang                                | Athlète                | Nation          | Groupe | Poids de l’athlète | 1            | 2            | 3            | Résultat     | 1                | 2                | 3                | Résultat         | Total |
| ----------------------------------- | ---------------------- | --------------- | ------ | ------------------ | ------------ | ------------ | ------------ | ------------ | ---------------- | ---------------- | ---------------- | ---------------- | ----- |
| Médaille d'or, Jeux olympiques      | Neisi Dajomes          | Équateur        | A      | 75,10 kg           | 111          | 115          | 118          | 118          | 135              | 140              | 145              | 145              | 263   |
| Médaille d'argent, Jeux olympiques  | Katherine Nye          | États-Unis      | A      | 75,15 kg           | 107          | 111          | 114          | 111          | 133              | 138              | 148              | 138              | 249   |
| Médaille de bronze, Jeux olympiques | Aremi Fuentes          | Mexique         | A      | 75,65 kg           | 105          | 108          | 110          | 108          | 135              | 137              | 139              | 137              | 245   |
| 4                                   | Patricia Strenius      | Suède           | A      | 72,80 kg           | 102          | 102          | 102          | 102          | 130              | 133              | 138              | 133              | 235   |
| 5                                   | Darya Naumava          | Biélorussie     | A      | 75,30 kg           | 103          | 107          | 107          | 103          | 125              | 131              | 133              | 131              | 234   |
| 6                                   | Kumushkhon Fayzullaeva | Ouzbékistan     | A      | 71,80 kg           | 97           | 101          | 101          | 101          | 122              | 126              | 130              | 126              | 227   |
| 7                                   | Emily Muskett (en)     | Grande-Bretagne | B      | 71,85 kg           | 92           | 95           | 98           | 98           | 117              | 123              | 124              | 124              | 222   |
| 8                                   | Kristel Ngarlem (en)   | Canada          | B      | 75,35 kg           | 92           | 95           | 97           | 95           | 123              | 126              | 126              | 123              | 218   |
| 9                                   | Mahassen Fattouh (en)  | Liban           | B      | 69,60 kg           | 88           | 93           | 97           | 93           | 112              | 118              | 124              | 124              | 217   |
| 10                                  | Nancy Genzel Abouke    | Nauru           | B      | 71,80 kg           | 88           | 88           | 90           | 90           | 108              | 113              | 117              | 113              | 203   |
| 11                                  | Jeanne Gaëlle Eyenga   | Cameroun        | B      | 75,50 kg           | 86           | 91           | 96           | 91           | 111              | 116              | 118              | 111              | 202   |
| –                                   | Iryna Dekha (en)       | Ukraine         | A      | 75,75 kg           | 110          | 113          | 113          | 113          | 131              | 131              | 131              | –                | –     |
| –                                   | Kim Su-hyeon (en)      | Corée du Sud    | A      | 75,65 kg           | 106          | 109          | 110          | 106          | 138              | 140              | 140              | –                | –     |